# Kontigué-Silmi-Mossi
Pour les articles homonymes, voir Kontigué.
Ne doit pas être confondu avec Kontigué (Gourcy).
Kontigué-Silmi-Mossi est une commune rurale située dans le département de Gourcy de la province du Zondoma dans la région Nord au Burkina Faso.

## Géographie
Kontigué-Silmi-Mossi, situé à proximité de Kontigué, se trouve à environ 7 km au nord-ouest du centre de Gourcy, le chef-lieu départemental, et à 4 km à l'ouest de la route nationale 2.

## Histoire
Kontigué-Silmi-Mossi se distingue de Kontigué par son peuplement historique Silmi-Mossi soit un métissage entre populations Peulh et Mossi.

## Santé et éducation
Le centre de soins le plus proche de Kontigué-Silmi-Mossi est le centre de santé et de promotion sociale (CSPS) de Kontigué tandis que le centre médical (CM) de la province se trouve à Gourcy.